# Kargīneh
Kargīneh (persiska: کرگینه) är en ort i Iran.   Den ligger i provinsen Kurdistan, i den nordvästra delen av landet, 400 km väster om huvudstaden Teheran. Kargīneh ligger 1 551 meter över havet och antalet invånare är 135.
Terrängen runt Kargīneh är huvudsakligen kuperad. Kargīneh ligger nere i en dal.Runt Kargīneh är det ganska tätbefolkat, med 222 invånare per kvadratkilometer. Närmaste större samhälle är Shūyesheh, 4,2 km norr om Kargīneh. Trakten runt Kargīneh består i huvudsak av gräsmarker.